# Республиканская премия имени Мусы Джалиля
Республиканская премия имени Мусы Джалиля (тат. Муса Җәлил исемендәге республика премиясе) — премия, учреждённая в 1997 году президентом Республики Татарстан и присуждаемая кабинетом министров Республики Татарстан за заслуги в области литературы, искусства, науки и образования, а также молодёжного предпринимательства. Ранее, в 1968—1990 годах существовала в Татарской АССР как Премия комсомола Татарии имени Мусы Джалиля (тат. Муса Җәлил исемендәге Татарстан комсомолы премиясе) и присуждалась за достижения в искусстве, науке, технике и производстве.

## Биографическая справка

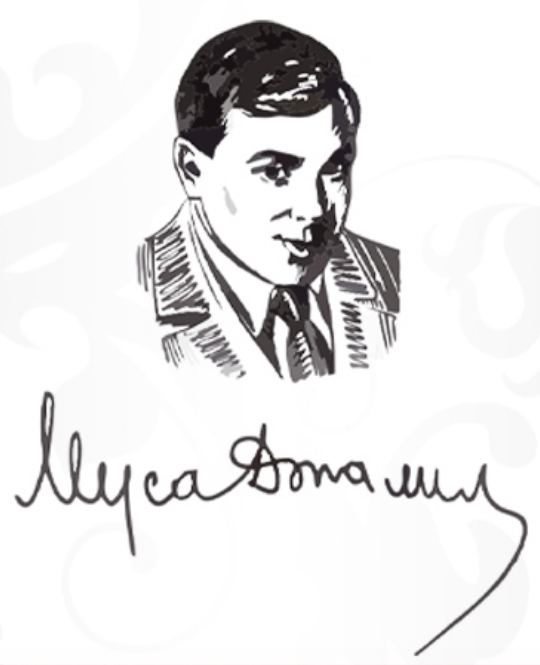
Муса Джалиль

Муса Джалиль родился 2 февраля 1906 года в деревне Мустафино Оренбургской губернии в семье-крестьянина-бедняка. В 1914—1919 годах учился в медресе «Хусаиния», а в 1919—1924 годах — в Татарском институте народного образования. В 1919 году вступил в комсомол, участвовал в гражданской войне. В 1925—1927 годах работал инструктором уездных комитетов комсомола в Орске и Оренбурге, а затем переехал в Москву, в 1931 году окончил литературный факультет Московского университета. Одновременно работал редактором детских журналов «Кечкенә иптәшләр» и «Октябрь баласы» при ЦК ВЛКСМ. В 1933 году стал заведующим отделом литературы и искусства татарской газеты «Коммунист», в 1935 году — заведующим литературной частью Татарской оперной студии в Москве, а в 1939 году — ответственным секретарём правления Союза писателей Татарской АССР. Является автором сборником стихов «Барабыз» («Мы идем», 1925), «Иптәшкә» («Товарищу», 1929), «Орденлы миллионнар» («Орденоносные миллионы», 1934), «Хат ташучы» («Письмоносец», 1938), «Клятва артиллериста» («Тупчы анты», 1943), текстом популярных песен и романсов, а также либретто опер «Алтынчәч» («Алтынчеч», 1935—1941) и Илдар («Ильдар», 1940). После начала Великой Отечественной войны в 1941 году призван на фронт, был корреспондентом газеты «Отвага» 2-й ударной армии, воевал на Ленинградском и Волховском фронтах. Получив тяжёлое ранение в ходе Любанской операции, в 1942 году попал в плен, прошёл через несколько концлагерей на территории Польши, Прибалтики, Германии. Был идейным вдохновителем группы подпольщиков под предводительством Г. Курмаша, по заданию которой работал в нацистской организации «Татарское посредничество», пропагандировавшей татар для вступлении в легион «Идель-Урал». Устраивал побеги военнопленных и вёл подрывную работу среди легионеров, в результате чего первый сформированный батальон легиона поднял восстание и перешёл на сторону советских партизан. За участие в подпольной организации в 1944 году приговорён нацистским судом к смертной казни. Находясь в Моабитской тюрьме, продолжил заниматься творчеством и создал стихотворный цикл под условным названием «Моабитская тетрадь», образец военно-патриотической, гражданственной, национально-романтической лирики в татарской поэзии. 25 августа 1944 года казнён вместе с 10-ю товарищами в тюрьме Плетцензее. Долгие годы имя Джалиля находилось под запретом, он был объявлен предателем родины. Лишь в 1953 году, после смерти Сталина, были впервые опубликованы стихотворения «Моабитской тетради». В 1956 году Джалилю посмертно присвоено звание «Герой Советского Союза», а в 1957 году он удостоен Ленинской премии за «Моабитскую тетрадь».

## История
11 декабря 1967 года постановлением бюро Татарского областного комитета ВЛКСМ была учреждена премия комсомола Татарии имени Мусы Джалиля «в честь 50-летия Ленинского комсомола и в целях дальнейшего повышения творческой активности молодых писателей, композиторов, художников, актёров республики по созданию ярких в идейном и художественном отношении произведений литературы и искусства о советской молодёжи». В ряде источников указывается, что решение о создании премии было принято в июле 1967 года. Премии присуждались «за значительные по идейному содержанию и художественным достоинствам произведения молодых авторов в области литературы и искусства», а именно:
- за лучшие произведения художественной литературы, критики, публицистики и журналистики;
- за лучшие произведения музыкального искусства;
- за лучшие произведения изобразительного искусства;
- за лучшую исполнительскую деятельность (профессиональные и народные);
- за лучшие кинофильмы (профессиональные и любительские, художественные и документальные, в полнометражном и короткометражном исполнении), режиссёрское, операторское и актёрское мастерство.

Присуждение премии производилось ежегодно 29 октября, в день образования комсомола. Тем же постановлением было утверждено положение премии, в котором указывалось, что она присуждается «за наиболее значительные в идейном и художественном отношении произведения литературы и искусства и за лучшую исполнительскую деятельность, способствующие коммунистическому воспитанию молодёжи, отвечающие принципам социалистического реализма и получившие признание молодёжи республики». Первым председателем комитета по премиям был назначен секретарь Татарского обкома ВЛКСМ Р. Д. Фархиев. Представление кандидатов на соискание премии производилось районными и городскими комитетами ВЛКСМ, министерством культуры ТАССР, правлениями творческих союзов, редакционными коллегиями газет и журналов, комитетом по радиовещанию и телевидению при совете министров ТАССР, Татарским книжным издательством, средними специальными и высшими учебными заведениями, общественными организациями и комсомольскими собраниями. Произведения и работы представлялись в комитет до 1 сентября каждого года, тогда как принятый к рассмотрению перечень номинантов публиковался в печати за два месяца до присуждения премии. Кандидатура автора не принималась, если он за выдвинутые произведения ранее уже был удостоен премий республиканского и союзного уровня. Решение о присуждении премии принималось соответствующим комитетом, а затем утверждалось на заседании бюро обкома ВЛКСМ. Финансовый эквивалент премии составлял 500 рублей. Денежная составляющая делилась поровну между членами коллектива, а при наличии руководителя ему выдавалась большая часть премии. Имена лауреатов премии заносились в Книгу почёта обкома ВЛКСМ, им вручался диплом и почётный знак. Знак представлял собой круглую медаль из металла, крепившуюся при помощи кольца к прямоугольной колодке с лентой красного цвета и булавкой для ношения на одежде. На аверсе изображался профильный портрет Джалиля с лавровой ветвью, а на реверсе — надпись в пять строк «Лауреат премии комсомола Татарии имени» и ниже полукругом «Мусы Джалиля». Знак было предписано носить на правой стороне груди, выше орденов и медалей СССР.

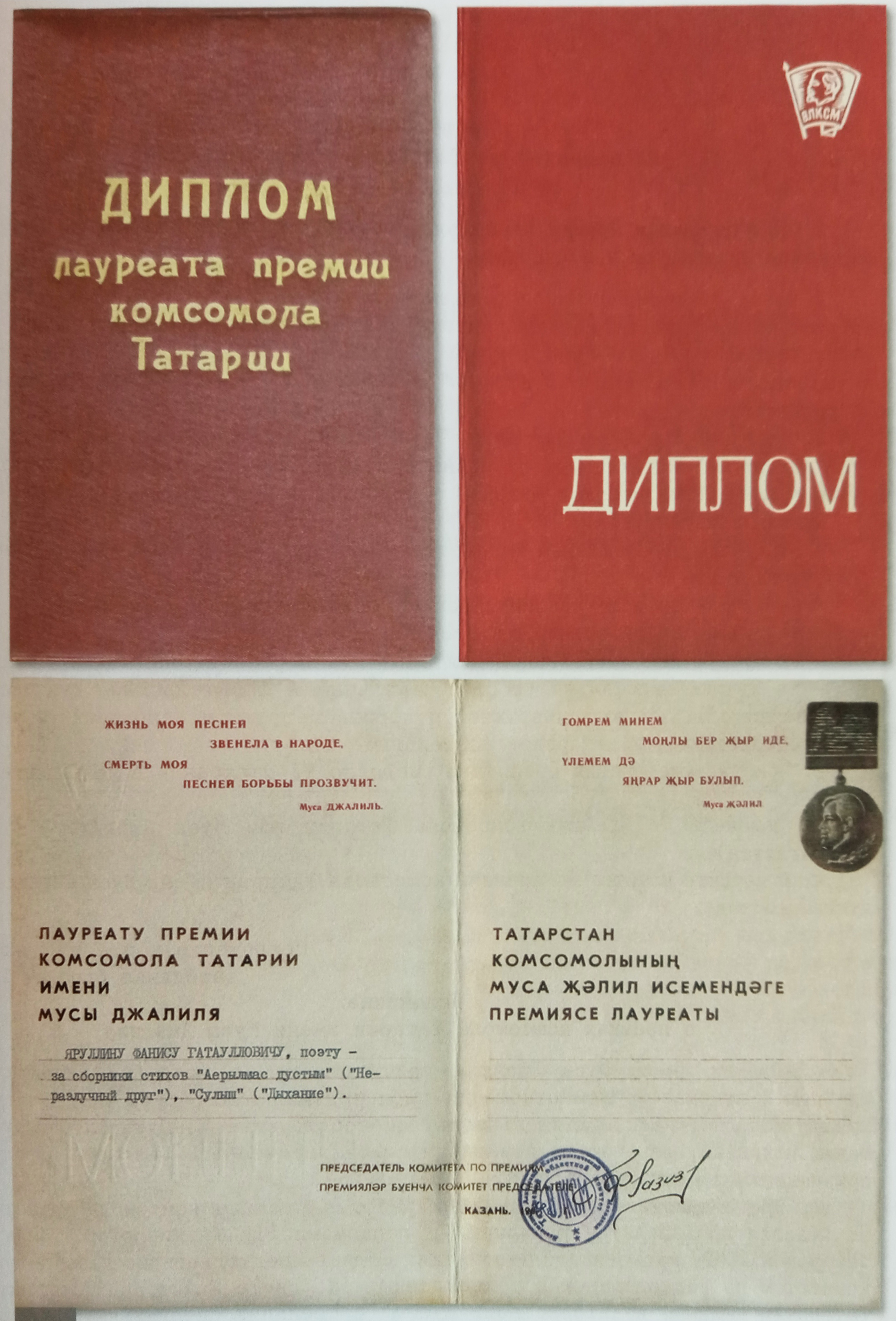
Дипломы лауреатов премии

24 декабря 1973 года постановлением бюро Татарского областного комитета ВЛКСМ была учреждена премия комсомола Татарии имени Мусы Джалиля в области науки, техники и производства «в целях поощрения лучших молодых научных работников, инженеров, аспирантов, преподавателей вузов, молодых рабочих, колхозников и специалистов народного хозяйства за научные исследования и новые технические решения, вносящие важный вклад в развитие советской науки, техники и производства». Представление кандидатов на соискание премии производилось комсомольскими комитетами, первичными комсомольскими организациями, советами молодых учёных и специалистов научных учреждений, предприятий, высших учебных заведений, президиумом Казанского филиала Академии наук СССР, научными и инженерно техническими обществами, коллегиями министерств, учёными и научно-техническими советами научно-исследовательских организаций, предприятий, высших учебных заведений. На премию выдвигались «научные работы, вносящие важный вклад в развитие отечественной науки, глубокие теоретические исследования по вопросам марксистско-ленинской науки и экономики, работы по созданию и внедрению в народное хозяйство наиболее прогрессивных технических процессов, материалов, машин и механизмов, работы по внедрению передового производственно-технического опыта, имеющего большое народно-хозяйственное значение». Закрытые работы к рассмотрению не принимались, тогда как состав авторского коллектива не должен был превышать пять человек. Выдвинутые кандидатуры рассматривались советом молодых учёных обкома ВЛКСМ, решение о присуждении премии принималось комитетом по премиям в области науки, техники и производства, а затем утверждалось на заседании бюро. Сведения о выдвинутых работах публиковались в газетах «Комсомолец Татарии» и «Татарстан яшьләре». Повторное награждение премией не производилось. Присуждение премии осуществлялось также 29 октября, но уже один раз в два года. Лауреатам премии также вручались диплом, почётный знак, а помимо этого денежная составляющая в размере 250 рублей. Всего, обоими премиями было отмечено 85 человек.

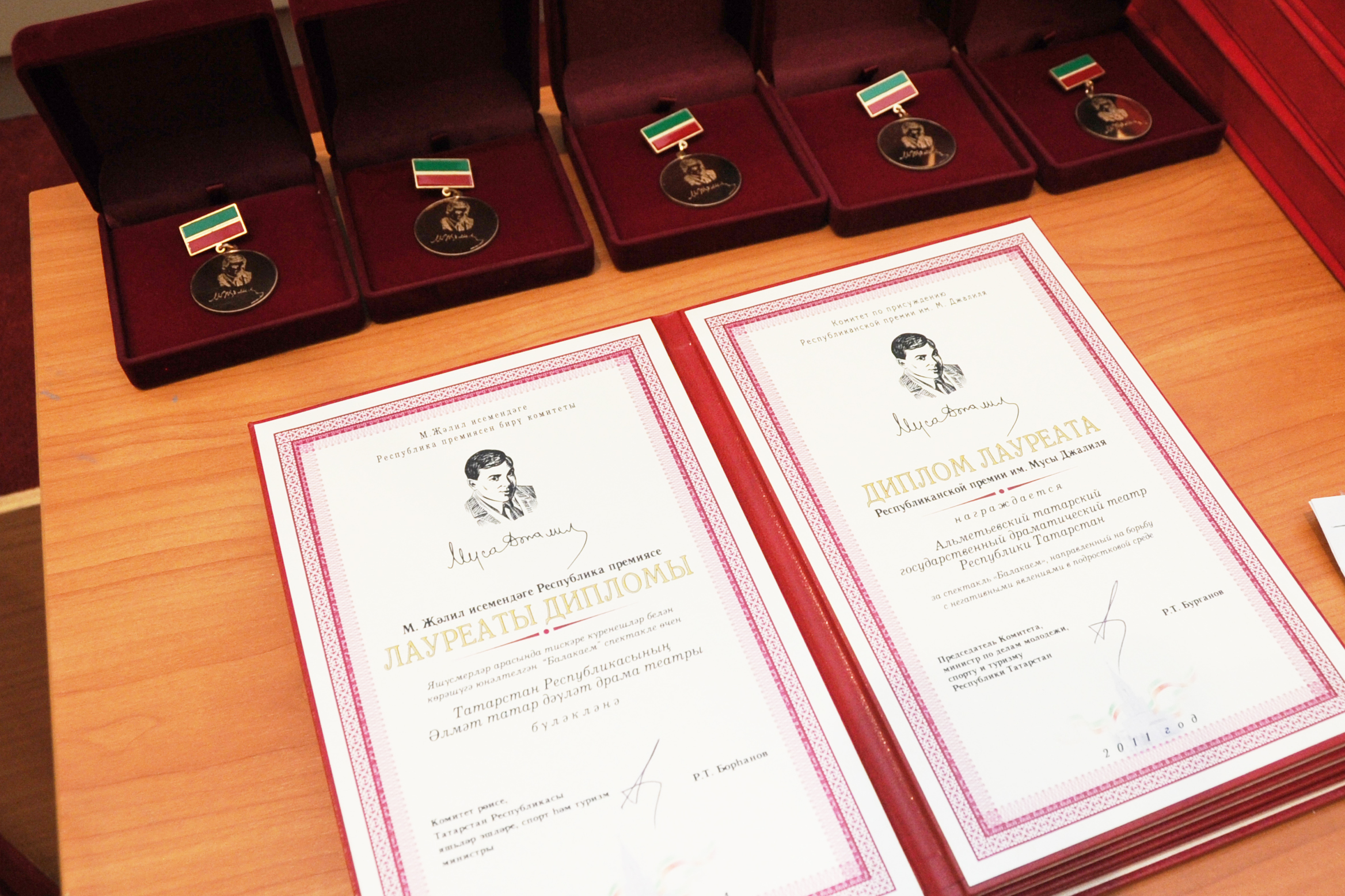
Дипломы и знаки лауреатов премии имени Джалиля, 2011 год

После начала «перестройки», в условиях преодоления кризисных явлений и поиска новых путей дальнейшего развития, в 1990 году Татарский обком ВЛКСМ был переименован в реском, который затем вовсе ликвидирован «в связи с утерей необходимости дальнейшего осуществления своих функциональных обязанностей» с последующей передачей имущества правопреемнику в лице республиканского Совета молодёжных организаций. Следовательно, в 1990—1997 годах премия не вручалась, после чего была восстановлена. Ныне известна под современным названием — Республиканская премия имени Мусы Джалиля. В таком виде была учреждена указом президента Республики Татарстан М. Ш. Шаймиева от 14 февраля 1997 года «в целях развития интеллектуального и духовного потенциала Республики Татарстан, поддержки талантливой молодёжи в области литературы, искусства, науки и образования, поощрения молодёжного предпринимательства». Согласно положению о премии, она вручается:
- в области литературы — за художественные и публицистические произведения различных жанров (поэзия, проза, публицистика, драматургия);
- в области музыкального искусства — за музыкальные произведения различных форм, концертно-исполнительскую деятельность;
- в области изобразительного искусства — за произведения живописи, скульптуры, графики, декоративно-прикладного искусства;
- в области театрального искусства — за работы режиссёров, сценаристов, артистов, художников, балетмейстеров;
- в области кино и телеискусства — за произведения кинематографии различных жанров, телевизионные передачи, работу артистов, режиссёров, операторов, художников, сценаристов, телеведущих;
- в области циркового искусства — за постановки программ, работы режиссёров, артистов, художников, сценаристов;
- в области журналистики — за документальные и публицистические работы в средствах массовой информации;
- в области науки — за достижения, значительные научные разработки;
- в области образования — за образовательные программы, проекты, успехи в образовательной и педагогической деятельности, методическую работу;
- в области воспитания — за успехи в воспитательной деятельности, педагогическое творчество;
- в области общественной деятельности — за социальные программы, проекты, разработки; активную общественную деятельность, благотворительные акции, реализацию молодёжных программ;
- в области молодёжного предпринимательства — за разработку научно-технических программ, инновационных проектов.

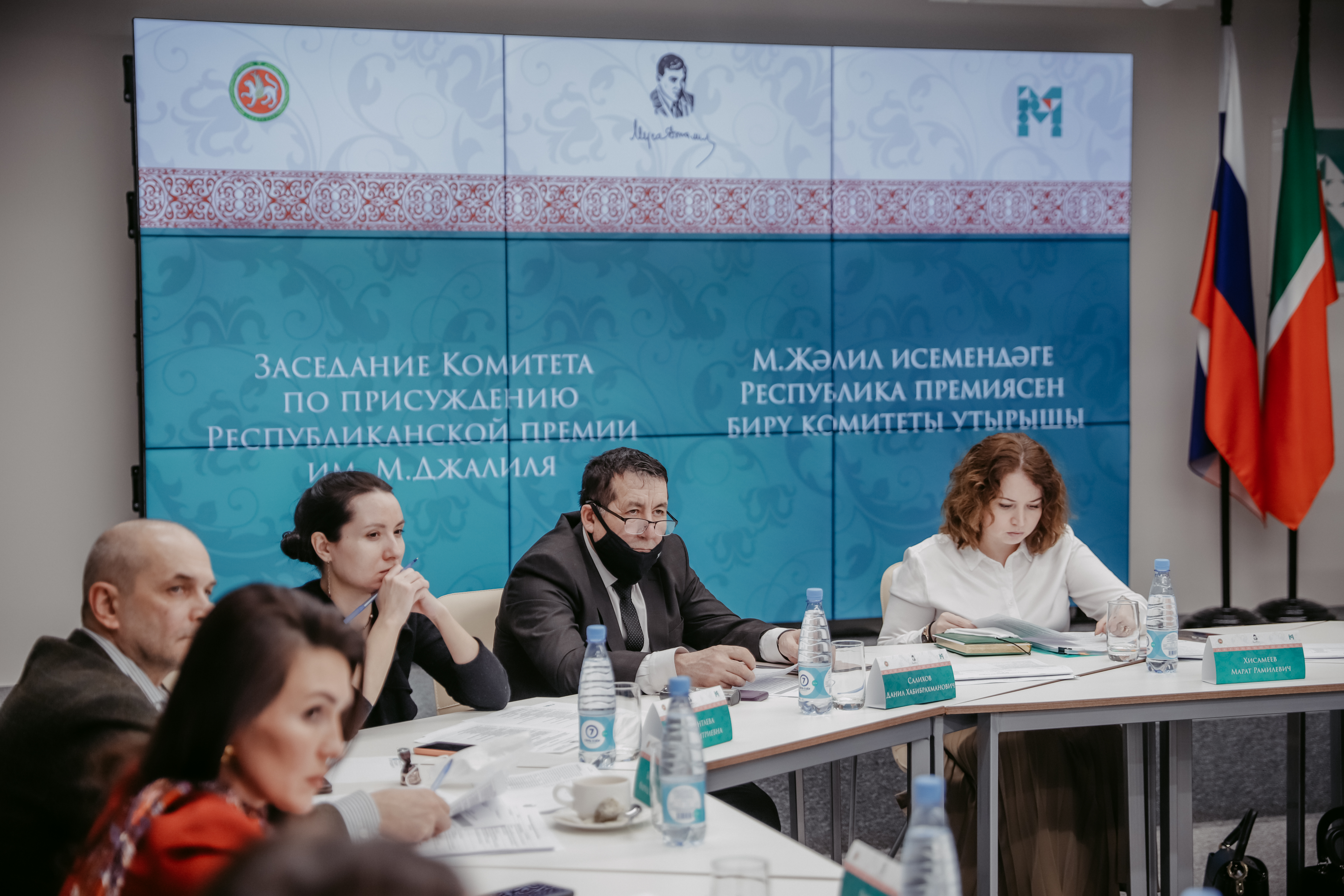
Заседание комитета по премии имени Джалиля, 2021 год

Премия присуждается один раз в два года в количестве четырёх штук по результатам конкурса, объявляемого соответствующим комитетом в средствах массовой информации во второй половине сентября означенного года. Произведения и работы на соискание премии выдвигаются органами исполнительной власти Татарстана, общественными объединениями, творческими союзами, организациями науки и культуры, учреждениями высшего образования, рассматриваясь на заседаниях коллегий, президиумов, секретариатов, учёных и художественных советов, собраниях трудовых коллективов при участии общественности, для чего также возможно создание смотровых комиссий. На премию могут быть выдвинуты молодёжные коллективы и авторы возрастом до 30 лет, а также старше 30 лет, в том случае если они работают для молодёжи. Решение о присуждении премии принимается тайным голосованием не менее двух третей членов комитета, формируемого из деятелей культуры, науки, образования, министров, руководителей государственных комитетов и ведомств Татарстана. Лауреату премии вручается соответствующий диплом и знак с удостоверением. В случае смерти кандидата на получение премии после выдвижения допускается её присуждение посмертно, причём диплом и почетный знак вручаются семье умершего лауреата, а денежное вознаграждение передаётся по наследству. Конкурс возобновился лишь в 2002 году, а первое присуждение премии состоялось в 2003 году, будучи приуроченным к 100-летию со дня рождения Джалиля. Первоначально денежный эквивалент премии составлял 40 минимальных размеров оплаты труда, в 2007 году он был повышен до 100 тысяч рублей, а в 2015 году — до 200 тысяч.